# Biak

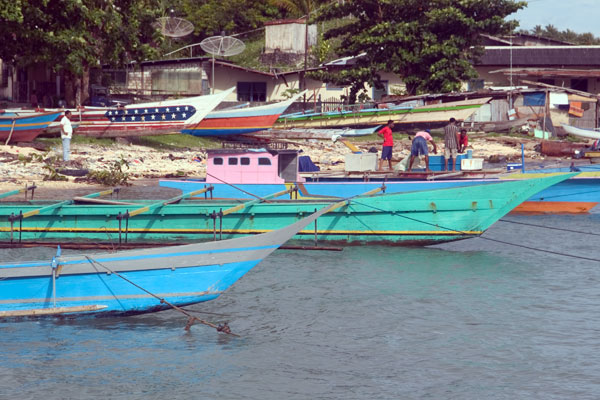
Barca de pesca a Kota Biak

Biak és una illa situada prop de la costa nord de la província indonèsia de Papua i al nord-oest de Nova Guinea. Té molts atols i esculls de corall. La majoria dels habitants viuen a Kota Biak, l'única ciutat de l'illa.
Biak, forma part d'un arxipèlag, el de les Illes Schouten. Les illes més grans són Biak, Supiori i Numfor. L'arxipèlag inclou 41 illes més, més petites. El conjunt forma el kabupaten (una subdivisió administrativa indonèsia) de Biak Numfor. Les dimensions del kabupaten és de 4.010 km², dels quals 2.602 km² són de terra.
Està delimitat per:
- L'oceà Pacífic al nord i a l'est.
- L'estret Yapenas al sud.
- L'Estret Wonai (Manokwari) a l'oest.